# Rauma (fiume)
Il Rauma è un fiume che scorre nelle contee di Innlandet e Møre og Romsdal, in Norvegia. Scorre per 68 km da Lesjaskogsvatnet a Åndalsnes nella municipalità di Rauma. Il fiume ha una diga, un idroimpianto ed è conosciuto per essere un buon fiume per pescare i salmoni.